# NGC 1611
NGC 1611 是南天波江座的一個透鏡狀星系。它在哈伯序列中被歸類為S0/a。据估计，它距银河系1.89亿光年，直径约为115,000光年。它與NGC 1607、NGC 1609、NGC 1612、NGC 1613星系共位于天球的同一区域。该天体于1786年11月26日由威廉·赫歇爾所发现。